# Antoine Desfarges
Pour les articles homonymes, voir Desfarges.
Antoine Desfarges, né en 1851 à Saint-Pierre-le-Bost et mort le 5 décembre 1941 à Vallière, est un homme politique français.
En 1871, il participe à la Commune de Paris puis, sous la Troisième République, devient radical socialiste. 

## Biographie
Il commence sa carrière professionnelle comme maçon de la Creuse, puis petit entrepreneur. Il milite dans les organisations ouvrières entre 1867 et 1871. En 1870, il est mobilisé dans le cadre de la guerre contre la Prusse et est intégré dans le 248e bataillon de la garde nationale. Après le 18 mars 1871, il rejoint la Commune de Paris. Après la Semaine sanglante, il est arrêté mais arrive à s'évader.

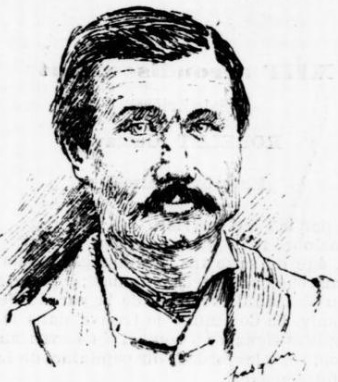
Antoine Desfarges en 1886

En 1877, après avoir terminé son service militaire, il retourne à Paris et aide à l'organisation du mouvement socialiste en participant comme délégué à plusieurs congrès régionaux. Très apprécié par ses camarades, il est élu en 1880 et pendant six ans par quatorze corporations pour les représenter au Conseil des Prud'hommes de Paris. Enfin, il est également élu président du Conseil du bâtiment.

En 1889, il se désiste aux élections législatives en faveur de Martin Nadaud. Par la suite, il sera député de la Creuse pendant 17 ans, de 1893 à 1910, sous l'étiquette Républicain-Socialiste. Il va aussi prendre des positions antisémites et antidreyfusardes affirmant que:  
"Je me suis catégoriquement prononcé contre les menées des cosmopolites juifs et financiers qui, par la puissance de l'argent, ont déchaînés une troublante agitation à travers le pays, pour sauver le traître Dreyfus justement condamné par ses pairs."
Toujours socialiste, Desfarges côtois, lors de réunions et de meetings, d'anciens boulangistes comme Henri Rochefort, Paulin-Méry, Émile Goussot, etc. et participe à des conférences organisées par le Comité central socialiste révolutionnaire (CCSR) fondé par Ernest Granger et Ernest Roche, des blanquistes ralliés au nationalisme.
Lorsque son décès intervient en 1941, il est l'un des derniers communards encore en vie avec Adrien Lejeune.